# Лямбліоз
Лямбліо́з (жіардіаз, лат. lambliosis, giardiasis) — антропонозна інфекційна хвороба з переважним функціональним порушенням дванадцятипалої кишки та інших відділів тонкої кишки, яка виникає через паразитування джгутикових найпростіших — лямблій і в більшості людей перебігає малосимптомно.

## Історичні відомості
Уперше збудника захворювання в 1681 році виявив Антоні ван Левенгук у фекаліях. Згодом у 1859 році його детально вивчив Вілем Душан Лямбль. Він спостерігав збудників у випорожненнях дітей з проносом, надав детальний опис трофозоїта, відобразивши його у власноруч зроблених малюнках. У 1888 році паразит отримав назву Giardia lamblia на честь Лямбля і французького біолога Альфреда Матьє Жіара, який вперше описав найпростішого з роду Giardia, до якого надалі віднесли лямблій.

## Актуальність
На 2018 рік лямблії вважаються найпоширенішим кишковим патогенним найпростішим та найпоширенішим збудником, що передається через воду. Лямбліоз обумовлює високу частку діареї мандрівників, до 7 % випадків гострої діареї у розвинених країнах та близько 30 % — у тих державах, що розвиваються.

## Етіологія
Збудник Giardia intestinalis (син. — Giardia lamblia, Lamblia intestinalis, Lamblia duodenalis, Giardia duodenalis), належить до роду Giardia, родини Hexamitidae найпростіших. Має рухому вегетативну (трофозоїт) і нерухому цистну стадії розвитку. Вегетативна форма виглядає як груша з витягнутим заднім кінцем, із двома симетрично розташованими ядрами. Передня частина трофозоїта має присмоктувальний диск, за допомогою якого він нестійко прикріплюється до клітин епітелію кишкових ворсинок у тонкому кишечнику. Здійснює поступальний або обертальний рух завдяки 4 парам джгутиків. Ротового отвору трофозоїт не має, харчується всією поверхнею тіла осмотичним шляхом, так само й виділяє продукти метаболізму. Розмноження відбувається поздовжнім поділом, трофозоїти подвоюються кожні 9-12 годин. Вегетативна форма живе до 30-40 діб, нестійка в довкіллі (гине за 5-10 хвилин), швидко руйнується під впливом кип'ятіння, звичайних дезінфекційних засобів, соляної кислоти. Проникаючи з тонкої кишки в товсту (де умови для них несприятливі), трофозоїти втрачають свою рухливість і перетворюються на цисти.
Циста — нерухома овальна форма лямблій, в якій вони існують за несприятливих умов. Має двоконтурну прозору оболонку, один або два набори по 2 ядра; як і вегетативна форма, здатна до ділення. Цисти зафарбовуються розчином Люголя в коричневий або жовтий колір. Легко проникають крізь шлунковий бар'єр, де протягом 10-15 хвилин з однієї цисти утворюються 2 трофозоїти, які у подальшому здатні до самостійного розмноження. Цисти зберігаються у випорожненнях до 3 тижнів, каналізаційних стоках до 10 тижнів, ґрунті — 6 міс. і довше, але швидко гинуть при висиханні. Кислото- і жовчостійкі, хлоровмісні дезінфекційні засоби на цисти лямблій практично не діють. Виявлено ряд генів, за допомогою яких лямблії можуть уникати імунних атак макроорганізму.
Детальніші відомості з цієї теми ви можете знайти в статті Лямблія.

## Епідеміологічні особливості

### Джерело і резервуар інфекції
Джерелом збудника є хвора людина або здоровий носій, які виділяють з випорожненнями за добу декілька мільярдів цист лямблій, 1 г фекалій містить до 2,2 млн життєздатних цист. У поширенні лямблій мають значення тільки цисти, для зараження достатньо лише 10-25 їх. Період від зараження до виділення цист з калом складає 4-6 діб. Процес цистовиділення може тривати багато місяців, причому періоди виділення змінюються періодами згасання, а пауза між виділенням цист триває від 1 до 17 діб. Середня тривалість інвазії при однократному зараженні становить приблизно 6 місяців.

### Механізм і фактори зараження
Зараження відбувається фекально-оральним механізмом передачі інфекції. Інвазія можлива з водою, харчовими продуктами (особливо фруктами, овочами, ягодами), вжитими без термічної обробки, через забруднені руки, побутові речі. Механічним переносником цист можуть бути мухи, таргани.

### Сприйнятливість

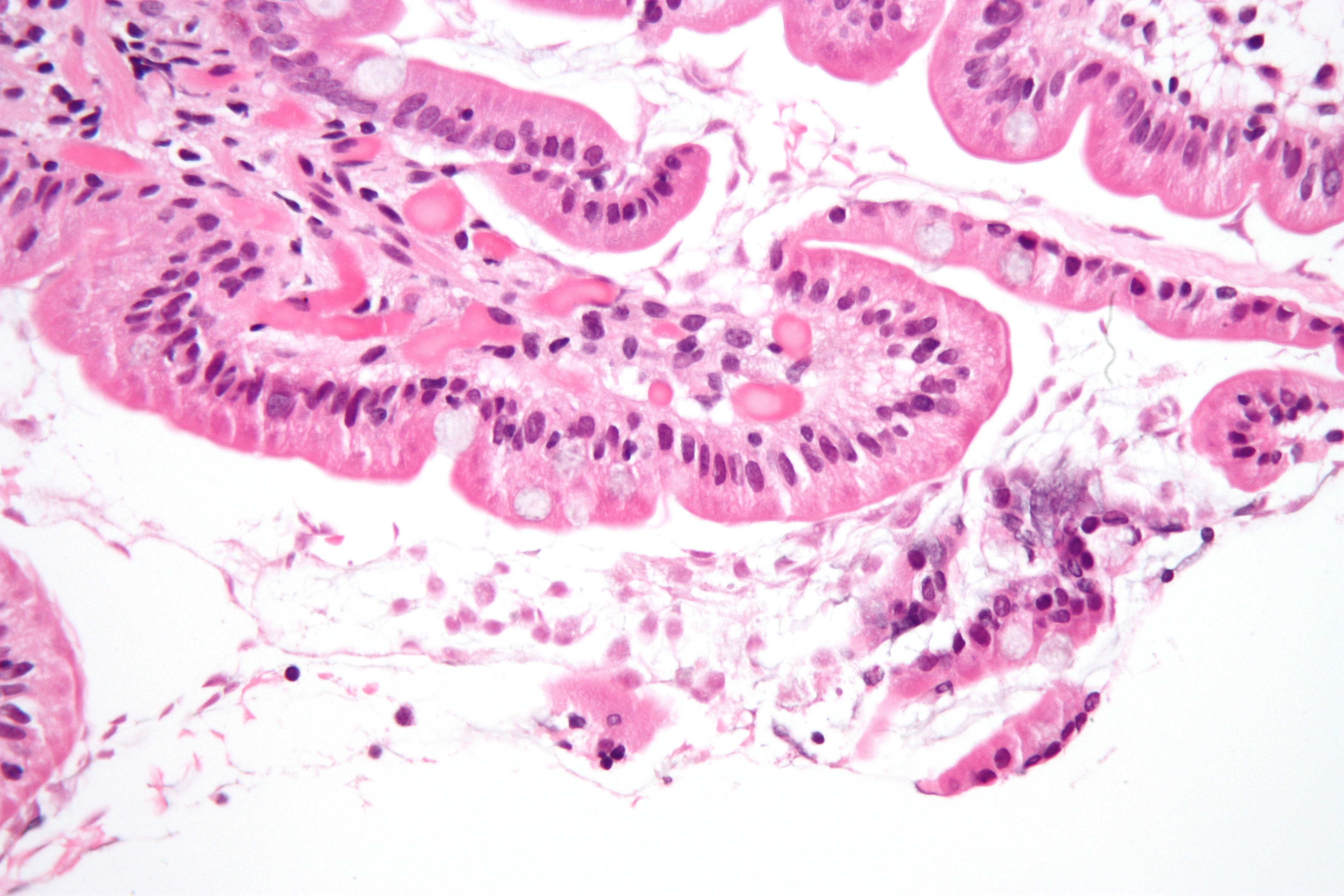
Патоморфологічні ознаки патогенної дії лямблій у дуоденальному біоптаті. Забарвлення гематоксилін-еозином.

Зараженість дітей, особливо в організованих колективах, може сягати 50-80 %, що у 2-4 рази вища, ніж у дорослих. Захворюваність найчастіше має спорадичний характер, але можливі спалахи, зумовлені потраплянням стічних вод у питну воду, забрудненням фруктів, овочів при використанні фекалій як добрива. Відмічена літньо-осіння сезонність. Імунітет не захищає від повторних заражень.

## Патогенез та клінічні прояви
Основною формою взаємин лямблій з організмом людини є безсимптомне носійство. За недостатньої резистентності організму, масивної інвазії, інших несприятливих обставин носійство може трансформуватись у хворобу. Перебіг хвороби може бути більш тяжким при супутній ахілії та недостатності функції підшлункової залози.
Цисти потрапляють з їжею або водою до травного каналу, долають кислотний бар'єр шлунка й у тонкій кишці розчиняється їхня оболонка. Вегетативна форма паразитує у щітковій облямівці слизової оболонки дванадцятипалої кишки і проксимальному відділі порожньої кишки, де проходить процес розмноження. Більшість дослідників заперечує можливість мешкання лямблій у жовчних протоках і міхурі через бактерицидні властивості жовчі, проте у низьких концентраціях жовч стимулює їхній розвиток і розмноження. Є свідчення того, що зменшення потрапляння жовчі до тонкого кишечнику, зміни її хімізму сприяють маніфестації лямбліозу. У подальшому формується дуоденіт, ентерит або гастродуоденіт.
Виділяють такі фактори патогенної дії лямблій на організм людини:
- механічне і токсичне подразнення стінки кишки, вплив на місцеві нервові закінчення, що призводить до виникнення вегетативно-вісцерального рефлексу з боку травного каналу;
- порушення синтезу деяких ферментів та, як наслідок, розвиток функціонального дисбалансу і лактозної недостатності;
- сенсибілізація організму людини продуктами обміну і токсичними речовинами, які утворюються при загибелі лямблій;
- індукція механізмів формування алергії, зокрема до харчових продуктів;
- порушення процесів пристінкового травлення, формування синдрому мальабсорбції, дефіцит мікронутрієнтів, полівітамінна недостатність, особливо жиророзчинних вітамінів (змінюється обмін фолієвої кислоти, рибофлавіну, тіаміну, ціанокобаламіну, знижується концентрація в сироватці крові аскорбінової кислоти, вітаміну А та каротину);
- порушення функції печінки як детоксикаційного органа при тривалому лямбліозі, зміни хімічних параметрів хімусу і порушення мікробіоценозу різних відділів кишечнику з формуванням дисбіозу;

Хоча самі лямблії не уражають слизову оболонку кишки, їхня здатність присмоктуватися до неї дає можливість розвитку мікробної автоінвазії, що спричинює різні запалення (холангіт, холецистит, дуоденіт, ентерит). Персистенція лямблій в організмі людини зумовлює виникнення хронічної ендогенної інтоксикації. Зниження перетравлення і поглинання розчинених харчових речовин може спричинювати метеоризм, осмотичну діарею. У процесі хвороби розвивається імунний дисбаланс — дефіцит IgA, IgM, гіпогамаглобулінемія, гіперпродукція IgE.

## Клінічні прояви

### Класифікація
У МКХ-10 виділяють «Жіардіаз (лямбліоз)» А07.1 у розділі «Інші кишкові протозойні хвороби».
Інкубаційний період триває від кількох годин (при масивному потраплянні цист з водою) до 1-4 тижнів.
Розрізняють 2 основні форми інвазії лямбліями:
- без клінічних проявів (латентний перебіг або лямбліоносійство);
- маніфестний лямбліоз.

Лише у 10 % заражених виникають різні, частіше слабовиражені, клінічні прояви.
За клінічним перебігом виділяють:
- гострий (частіше виявляють у немовлят і дітей раннього віку, він триває 5-7 діб);
- затяжний рецидивний і хронічний (у окремих хворих лямбліоз може затягуватись на місяці та хронізуватися).

### Маніфестний лямбліоз
У клінічній симптоматиці маніфестного лямбліозу виділяють 4 основних синдроми:
- диспепсичний,
- больовий,
- астено-невротичний,
- алергічний.

У разі масивної інвазії переважають симптоми порушення роботи верхнього відділу травного каналу. Хворі скаржаться на нудоту, зниження апетиту або несприйняття деяких харчових продуктів, печію, незначний тупий або, рідше, переймоподібний біль у животі — в епігастральній, пілородуоденальній зонах, навколо пупка, в правому і лівому підребер'ях; можливе блювання, відрижка. Біль частіше не пов'язаний з прийомом їжі. Періодично спостерігаються метеоризм, здуття і бурчання в животі, напіврідкі випорожнення (смердючі, пінисті, жироподібні).
Тривала інвазія може спричинити розвиток хронічного дуоденіту, ентериту або гастроентериту. У такий ситуації періодично посилюється больовий синдром, пов'язаний з прийомом їжі (пізній і нічний біль), більш виражені диспепсичні явища, дисфункція кишок (запор або пронос). Діти часто скаржаться на слабкість, головний біль, поганий сон. При огляді привертають увагу зниження маси тіла, блідість шкіри, ознаки вегето-судинних розладів (підвищена пітливість, незрозуміле відчуття ознобу, тремор рук тощо). Часто визначається пігментація навколо пупка і по ходу білої лінії живота. При пальпації відмічається болючість в надчеревній (епігастральній) ділянці. Фаза загострення може переходити у тривалу ремісію.
Дискінезія жовчних проток і міхура спочатку перебігає за гіпертонічним типом. У віддалені строки збільшується частота гіпотонічної дискінезії, вторинного бактерійного холециститу та холангіту. Зміни в шлунку виникають рідко і мають вторинний характер. Крім порушення моторно-евакуаторної функції відмічається помірне підвищення або зниження шлункової секреції. Може пригнічуватись зовнішня секреторна функція підшлункової залози.
Характерний розвиток астено-невротичного синдрому («лямблія — паразит туги і печалі», за влучним виразом Лямбля) у вигляді дратівливості, підвищеної нервової збудливості, плаксивості, втомлюваності, порушення сну, головного болю, запаморочення, серцебиття, болю в ділянці серця, задишки. У частини хворих виявляється субфебрилітет.
Алергічний синдром, зокрема на харчові антигени (цитрусові, молоко, рибу, яйця — часто у дітей), проявляється дерматитом, кропив'янкою, бронхіальною астмою, астматичним бронхітом.
При поєднанні з іншими захворюваннями лямбліоз сприяє їхньому затяжному і тяжчому перебігу (синдром «взаємного обтяження»).

## Діагностика

### Лабораторно-інструментальна діагностика
З клінічних симптомів значення надають комбінації диспепсичного, больового, астено-невротичного та алергічного синдромів. У загальному аналізі крові виявляється невелика еозинофілія. Фіброгастродуоденоскопія виявляє виражені запальні та атрофічні зміни у постбульбарному відділі дванадцятипалої кишки, дуоденогастральний рефлюкс. Запропоновано орієнтовну пробу — при змішуванні на предметному склі досліджуваного матеріалу з кишечнику з розчином вітаміну В12 за наявності лямблій відбувається знебарвлення препарату (чутливість методу 88 %).

### Специфічна лабораторна діагностика
Ґрунтується на методі мікроскопічного дослідження — прямої паразитоскопії, виявленні цист у свіжому калі та вегетативних форм (трофозоїти) лямблій у дуоденальному вмісті. При проносі в калі можуть виявлятися трофозоїти. Пошук паразитів у калі бажано здійснювати не менше 3 разів з проміжками 1-2 дні. Цисти лямблій при тяжкій інвазії можна знайти й у зіскрібках з поверхні язика. Частота знахідок збільшується при проведенні повторних досліджень, а також попередньої підготовки (прийом жовчогінних препаратів 5-7 днів до обстеження), використанні методів формалін-ефірного збагачення, реакції імунофлюоресценції (РІФ) і люмінесцентної мікроскопії за допомогою акридинового оранжевого. У випорожненнях можна також виявити антигени лямблій методами зустрічного імуноелектрофорезу.
Серологічна діагностика ретроспективна і недостатньо чутлива. Використовують імуноферментний аналіз (ІФА) і реакцію непрямої імунофлюоресценції (РНІФ) для виявлення IgM та IgG, діагностичний титр 1:32. Специфічні IgM швидко зникають з крові, IgG можуть зберігатися ще 12-15 місяців після звільнення організму від збудників.

## Лікування
Протилямблійні препарати слід застосовувати, якщо є докази маніфестного лямбліозу. Найчастіше використовують фуразолідон, ніфурател, метронідазол, орнідазол, тинідазол, альбендазол, німоразол. Фуразолідон рекомендують по 0,1 г 4 рази на день після їди протягом 7 днів. Ніфурател — по 0,2-0,4 г 3 рази на день протягом 7 днів. Метронідазол призначають по 0,25 г 3 рази на день протягом 5 днів. Орнідазол — по 1,5 г дорослим на ніч протягом 2-3 днів. Тинідазол — однократно 2,0 г. Альбендазол — по 0,4 г на день протягом 3-5 днів. Німоразол використовують по 0,5 г 2 рази на день протягом 5-7 днів. Усі препарати призначають тільки перорально. Контрольні дослідження на наявність лямблій у дуоденальному вмісті та їх цист у калі проводять через 2 тижні після специфічного лікування. Якщо лямблії залишаються після курсу лікування, проводять ще 2-3 курси терапії, кожний раз іншим препаратом, з інтервалом між курсами 2-5 днів.
У комплексну терапію включають обов'язково жовчогінні засоби, замісники жовчі, пробіотики. Хворим з виразним гастродуоденітом й ентеритом показані дієтичне харчування, обволікувальні засоби, іноді блокатори Н2-гістамінорецепторів чи інгібітори протонної помпи. Лікування дискінезії кишок і жовчних проток й міхура здійснюють із врахуванням її типу, використовуючи спазмолітичні, седативні та жовчогінні препарати, лікарські рослини, фізіотерапевтичні процедури, мінеральну воду, лікувальну фізкультуру. При гіперацидозі в комплексне лікування включають антацидні засоби, лужні мінеральні води, картопляний сік. У випадку недостатності підшлункової залози показані ферментні препарати, що містять панкреатин.

## Профілактика
У сім'ях і дитячих колективах треба дотримуватись повноцінного санітарно-гігієнічного режиму, який би виключав можливість фекального забруднення харчових продуктів, води, предметів побуту. Потенційно заражену воду слід вживати після варення, овочі та фрукти ретельно мити, при значному забрудненні — обпарювати кип'ятком. Необхідне щоденне вологе прибирання приміщень з обробкою щіток, віників, відер крутим кип'ятком, з кип'ятінням або повною зміною ганчірок. Дезінфікують меблі, іграшки, дитячі горщики, прасують білизну, рушники. Важливе значення має миття рук після туалету і перед їдою. Санацію здорових дітей не проводять, заражені лямбліями можуть відвідувати дошкільні заклади і школу. Працівники громадського харчування у випадку лямбліоносійства не усуваються від роботи. Специфічної профілактики не існує.